# إيرا شور
إيرا شور (بالإنجليزية: Ira Shor)‏ هو فيلسوف أمريكي، ولد في 1945 في جنوب برونكس في الولايات المتحدة.